# Яндекс Народная карта
«Я́ндекс Наро́дная ка́рта» («Народная карта Яндекса», «Народная Яндекс Карта», НЯК, «Народная Карта — редактор Яндекс Карт»; англ. Yandex Map Editor) — сетевая краудсорсинговая геоинформационная система; сервис Яндекса, на котором пользователи сами рисуют и уточняют карту. Запущен 8 апреля 2010 года. Изначально созданная на нём карта была доступна как отдельный слой на Яндекс Картах, 8 апреля 2015 года сервис был полностью перезапущен и объединён с Яндекс Картами.
Доступна для просмотра и редактирования любому зарегистрированному на Яндексе пользователю. Внесённые правки после модерации попадают в геосервисы Яндекса: Карты, Навигатор, Транспорт и другие.
8 апреля 2020 года были подведены итоги за десять лет работы сервиса: за всё время было внесено более 120 000 000 правок 470 000 пользователей, а скорость внесения изменений достигает трёх правок в секунду.

## Редактирование
Народную карту может редактировать любой пользователь, зарегистрировавшийся на сервисе Яндекса. Все правки проходят ряд проверок: модерацию, обработку автоматически и вручную в картографическом производстве.
Для редактирования карты используется весьма простой веб-редактор.
Сам редактор предоставляет возможность создания трёх классических видов объектов векторных данных — точка, линия, контур. В редакторе имеется 12 категорий объектов. Они, в свою очередь, делятся на типы. В их список включены наиболее востребованные и популярные типы объектов. Объекты категории «Места» имеют атрибут «Рубрика» — в нём указывается основной вид деятельности организации. 
В редакторе имеются несколько специальных режимов рисования объектов:
- масштабирование и вращение — для вращения объектов вокруг своей оси и уменьшения/увеличения размера;
- выравнивание углов — упрощает рисование объектов, у которых большинство углов прямые[9];
- скругление углов — упрощает рисование дорог, водоёмов и растительности, скругляя их углы;
- прилипание — границы контуров объектов соединяются в одну линию;
- разрезание — помогает рисовать здания со смежными границами, а также разновысотные здания;
- режим окружности — помогает рисовать круглые объекты;
- режим перетаскивания — позволяет «перетащить» объект, если он смещён относительно реального расположения;
- режим рисования кривой (для дорог, ж/д дорог, линий скоростного и водного транспорта, трамвайных линий, линейных парковок, сложных контурных объектов).

Для экспертов в некоторых слоях и модераторов этих слоёв доступны групповые операции:
- групповое перемещение объектов;
- групповое редактирование атрибутов.

Интерфейс редактирования позволяет также вносить в определённые категории объектов дополнительные данные: высоту у зданий, направление движения и скоростные ограничения у дорог, часы работы, телефон, сайт у организаций и многое другое.
На сервисе существуют запрещённые для картографирования элементы, например, военные объекты, полигоны, маяки, взлётно-посадочные полосы и другие.
Компания Яндекс, действуя в российском правовом поле, выполняет требования Федеральной службы государственной регистрации, кадастра и картографии, которая утвердила перечень объектов местности и элементов содержания топографических карт и планов, запрещённых для открытого опубликования. Однако при составлении правил не было учтено, что данный перечень объектов может быть другим или отсутствовать вовсе в других странах.

### Общественный транспорт
С февраля 2017 года каждый пользователь, имеющий опыт в рисовании объектов общественного транспорта на Народной карте, может получить права на создание «ниток» транспортных маршрутов в своём городе.
«Нитки» маршрутов содержат информацию о трассе движения транспортного средства по маршруту, об интервалах времени между прибытиями т/с на остановку, о времени стоянки, и времени, затрачиваемом на перемещение между остановками и создаются на основе уже созданных маршрутов и остановок ОТ, путем последовательного добавления их в состав нитки. После нанесения всех «ниток» в населённом пункте может быть собственная маршрутная навигация.

### Схемы помещений
С октября 2019 года любой пользователь, имеющий хотя бы небольшой опыт в рисовании зданий и организаций, может нарисовать поэтажную схему помещений торгового центра. Нарисовать аэропорт или вокзал могут пока только сотрудники. На июнь 2020 года всего отрисовано более 450 схем. Схемы помещений есть в 70 (из 89) регионах России, в 5 (из 6) областях Беларуси, в 6 регионах Казахстана, а также в Армении, Грузии, Латвии, Украине, Эстонии. Три схемы опубликованы в Италии и ОАЭ.
У наиболее активных в слое народных картографов отрисованные схемы исчисляются уже не единицами, а первыми десятками, а число правок в слое — тысячами. Эти цифры отражают не только непосредственно активность, но и опыт рисования в слое.

#### История
- 4 сентября 2019 года — в Народной карте появляется новый слой «Схемы помещений»[14] и стартовал прием заявок на их рисование от народных модераторов[15].
- 2 октября 2019 года — открыта возможность рисования схем помещений обычными пользователями[12].
- 29 ноября 2019 года — на Народной карте было отрисовано более 100 схем помещений[16].
- 11 июня 2020 года — в схемах помещений появляются пользователи-эксперты с расширенными правами[13].

### Сообщения и предположения об ошибках и неточностях[17]
Работа с сообщениями и предположениями об ошибках и неточностях на карте — это способ взаимодействия картографов Народной карты с пользователями Яндекс Карт.
Всего существует два типа сообщений:
- автоматически формируемые гипотезы;
- сообщения об ошибках и неточностях от пользователей.

Все сообщения об ошибках и неточностях делятся на шесть основных видов:
- адреса;
- здания;
- подъезды;
- дороги и дорожная инфраструктура;
- парковки;
- маршрут («я знаю маршрут лучше»).

Как правило, ошибки и неточности на карте может исправить любой народный картограф, однако, некоторые виды неточностей доступны для исправления только сотрудникам Яндекса и команде картографического производства.

## Слои
По состоянию на июль 2024 года всего на Народной карте имеется 21 слоя, но получить модераторские права можно только в 20 из них.
| Слой                     | Описание | Примечания |
| ------------------------ | --- | --- |
| Дороги                   | Автострады, дороги государственного значения, межрегиональные, региональные, районные, местные, внутриквартальные проезды, полевые и лесные дороги, пешеходные и велодорожки                                                            | |
| Административное деление | Границы стран, регионов, населённых пунктов, районов, кварталов и др. | |
| Здания                   | Здания различного назначения и состояния (строится, заброшено, снесено) | |
| Адреса                   | Административные единицы, улицы, точки адресов, индексы | |
| Входы в здания           | Входы в здания (включая интервалы этажей и квартир в жилых зданиях), служебные входы, входы в организации | Иногда считается частью слоя «Адреса»                                                                                         |
| Гидрография              | Водоёмы (озёра, болота, океаны, моря, заливы и гавани, проливы, водохранилища, пруды, ледники, чаши открытых бассейнов и группы озёр), участки руслов реки, точечная гидрография (ключи, фонтаны, колонки, водопады, колодца и гейзеры) | |
| Растительность           | Лесные массивы, газоны, внутриквартальная растительность, парки и скверы, сады, заповедники, кладбища и точечные растения | Точечные растения входят в понятие «HD-карта», их могут отмечать пользователи (на некоторых территориях) и сотрудники Яндекса |
| Рельеф                   | Вершины, перевалы, вулканы, острова и архипелаги | |
| Транспорт                | Объекты общественного транспорта (маршруты, остановки и пр.) | |
| Железные дороги          | Вокзалы, станции, железные дороги, включая узкоколейные и детские ж/д | Иногда считается частью слоя «Транспорт»                                                                                      |
| Скоростной транспорт     | Линии, станции и выходы станций метро, лёгкого метро, фуникулёров и др. | Иногда считается частью слоя «Транспорт»                                                                                      |
| Водный транспорт         | Порты, пристани, маршруты паромов и др. | Иногда считается частью слоя «Транспорт»                                                                                      |
| Воздушный транспорт      | Аэропорты, терминалы, аэродромы, вертолётные площадки и др. | Иногда считается частью слоя «Транспорт»                                                                                      |
| Территории               | Территории и кварталы, выделяемые по способу их использования: зоны отдыха, промышленные зоны и др. | |
| Дорожная инфраструктура  | Мосты, тоннели, парковки, светофоры | |
| Условия движения         | Запрещённые манёвры, шлагбаумы, развороты, искусственные неровности, железнодорожный переезд | При создании считается частью слоя «Дорожная инфраструктура»                                                                  |
| Парковки                 | Линейные, площадные и точечные | Иногда считается частью слоя «Дорожная инфраструктура», «Территории»                                                          |
| Заборы                   | Обычные и декоративные | Иногда считается частью слоя «Дорожная инфраструктура»                                                                        |
| Места                    | Точки организаций (медицина, торговля, религия, еда, спорт, отдых и туризм, культура и достопримечательности, дворовая и парковая инфраструктура и др.)                                                                                 | |
| Схемы помещений          | Схемы этажей торговых центров, вокзалов и аэропортов | Модерируется сотрудниками Яндекса                                                                                             |
| Сервисные объекты        | Служебные объекты для Народной карты | Создаются сотрудниками Яндекса                                                                                                |
| HD-карта                 | Разметка дороги | Создаются сотрудниками Яндекса                                                                                                |

## Модерация Народной карты
Все правки на сервисе проходят модерацию. Имеется два уровня модерации: первый — народными модераторами (активными пользователями сервиса) и сотрудниками Яндекса, второй — проверка правок, прошедших модерацию, сотрудниками картографического производства Яндекса. Правки, прошедшие оба уровня модерации, попадают на Яндекс Карты и в другие геоинформационные сервисы портала — Транспорт, Навигатор, Такси и другие. С 26 февраля 2016 года в модерацию можно взять отдельные слои (см. раздел «Слои»).

### Эксперты
Эксперты — это опытные пользователи, имеющие дополнительные возможности: групповое редактирование атрибутов и групповое перемещение объектов, а также удаление объектов в некоторых слоях. Пользователь может стать экспертом как по рекомендации от модераторов, так и в результате автоматических проверок. Решение о выдаче статуса эксперта принимают сотрудники сервиса. С 26 февраля 2016 года статус эксперта выдаётся по отдельным слоям (см. раздел «Слои»).
Экспертам становится доступно удаление объектов в слоях:
- парковок и территорий — с 27 апреля 2021 года[21];
- входов в здание, дорожных сооружений, железных дорог, заборов и объектов рельефа — с 27 июля 2021 года[22];
- зданий и адресов — с 17 августа 2021 года[23].

### Модераторы
Народные модераторы — это активные пользователи сервиса, которые не только много рисуют и правят, но и следят за порядком на определённой территории. Обычно это место, где модератор живёт, и которое он хорошо знает, но многие народные модераторы присматривают и за более крупными территориями. Права на модерацию можно запросить на одну или несколько категорий объектов (см. раздел «Слои») — в зависимости от накопленного опыта.
Модератор Народной карты выполняет следующие функции:
- проверяет правки пользователей в своём регионе, при необходимости исправляет ошибки;
- выполняет функции наставника для пользователей-новичков: помогает им правильно рисовать объекты, разбираться в сложных ситуациях, показывает правильные приёмы работы;
- выступает в роли судьи в спорных ситуациях;
- защищает карту от порчи данных вандалами.

### Отдел картографического производства
Отдел картографического производства — команда сотрудников геоинформационных сервисов Яндекса, которые проверяют каждую правку, приходящую от любого из пользователей Народной карты после проверки модераторами.
Отдел картпроизводства выполняет задачи:
- модерации правок народных модераторов и пользователей;
- проверки правок скриптами и в ручном режиме;
- обновлений, актуализации и исправлений карт, спутниковых снимок и подложек;
- работы с правилами Народной карты и их актуализации.

## История

### Старая версия Народной карты
- 8 апреля 2010 года — открытие сервиса. За первые два месяца народные картографы обозначили на карте 12 тысяч населённых пунктов[26].

- 14 октября 2010 года — появился схематичный слой данных[27].

- 2 декабря 2010 года — Народная карта появилась в API «Яндекс Карты». Появилась возможность опубликовать на своём сайте созданную «Яндекс Карту». Все нарисованные объекты доступны не только в режиме просмотра, но и для поиска[28].

- 9 декабря 2010 года — слой Народной карты появился в Мобильной Яндекс Карте (МЯК) на платформах Java, Symbian, iOS, Windows Mobile и Android.

- 16 декабря 2010 года — появилась возможность наносить точечные объекты (остановки транспорта и железнодорожные станции)[29].

- 8 апреля 2011 года — за год существования Народной карты её пользователями были отмечены 2 119 604 картографических объекта. Из них 49 тысяч населённых пунктов общей площадью 353 тысячи кв. километров; 212 тысяч километров железных дорог и 6000 железнодорожных станций; 950 тысяч километров автомобильных дорог; 82 тысячи кв. километров растительности; 310 тысяч километров рек[30].

- 26 апреля 2011 года — обновление сервиса. Существенно расширился набор объектов. Появились новые точечные объекты, более подробное описание, радикально изменён список категорий объектов. В частности, появились отдельные категории для большого количества POI (точек интереса), изменилась панель инструментов, появилась возможность (для пользователей) менять категорию объекта, возможность рисовать объекты одной категории как точечными, так и контурными объектами (в зависимости от масштаба), появился общий режим редактирования объекта — атрибутов и геометрии, отдельная кнопка для копирования объектов, возможность рисовать внутренние контуры для площадных объектов («вырезать дырки»), выравнивание всех углов для всех категорий контурных объектов[31].

- 29 июня 2011 года — появление страницы «Прямой эфир», в которой можно узнать, где на данный момент пользователи рисуют карту.

- 19 июля 2011 года — обновление оформления. Информация об объекте теперь выводится в левой панели, как в режиме редактирования. Полное избавление на сервисе от балуна.

- 1 сентября 2011 года — новые инструменты редактирования геометрии (появилась возможность поворачивать объекты вокруг своей оси)[32].

- 28 октября 2011 года — в Яндекс Картах теперь ведётся поиск объектов Народной карты[33].

- 15 декабря 2011 года — новый дизайн сервиса. Добавлена возможность привязывать фотографии ко всем объектам Народной карты[34].

- 5 марта 2012 года — данные Народной карты отображаются на сервисе Яндекс Карты как четвёртый слой. Выход сервиса из статуса «beta»[35].

- 8 апреля 2013 года — появилась возможность печатать карты некоторых городов в формате А0[36].

- 13 февраля 2014 года — количество печатных карт формата А0 достигло 100[37].

- 29 октября 2014 года — в редакторе появилась новая функция «Высота в метрах» для обозначения высот зданий[38].

### Новая версия Народной карты
- 8 апреля 2015 года (в день 5-летия сервиса). Народная карта сильно изменилась, по сути, она была создана заново. Изменился интерфейс[39], расширился набор категорий объектов, изменён формат данных, а также система модерации и правила. Данные с новой Народной карты стали попадать на официальные Яндекс Карты и другие геосервисы компании. В результате обновления контуры многих объектов были упрощены, а также удалены описания, фотографии и история правок, что вызвало серьёзную критику постоянных редакторов Народной карты[40] и падение среди них интереса к сервису. Многие добровольцы (в том числе модераторы) жаловались, что результаты последних нескольких месяцев их работы были потеряны, так как в новую версию были перенесены объекты в слишком старой редакции, например, от декабря 2014 года. Старая версия Народной карты просуществовала ещё около года в режиме «только для чтения» для сравнения пользователями объектов в новой версии.

- 28 апреля 2016 года. Народная карта запускает Блокнот картографа — веб-приложение, предназначенное для работы на мобильных устройствах и компьютере[41]. Блокнот определяет текущее расположение, в нём есть возможность ставить метки, к которым можно добавить комментарий и прикрепить фотографию. Также в Блокноте можно записать в виде трека маршрут движения пользователя.

- 17 мая 2016 года. В Народной карте появилась новая категория объектов — заборы[42][43].

- 16 июня 2016 года. Добавлена новая категория объектов — подъезды[44].

- 28 июня 2016 года. Добавлена возможность привязывать организацию из Яндекс.Бизнес к организации в Народной карте[45].

- Август 2016 года. Количество пользователей, сделавших хотя бы одну правку на Народной карте, превысило 100 000 человек.
- 6 марта 2019 года. Добавлен новый атрибут к «видам транспорта» — «Такси», он доступен в следующих слоях: «доступен для» у участков дорог; «действует для» у условий движения; «встречная полоса для такси» у участков дорог[46].
- 14 марта 2019 года. Интерфейс Народной карты дополнен двумя языками: казахский и узбекский[47].
- 2 апреля 2019 года. Запущена Школа народных картографов, в рамках которой проходило обучение правильному рисованию, осваивание сложных или неочевидных моментов в Правилах Народной карты. Наставниками выступали как пользователи из числа народных модераторов, так и сотрудники Яндекса. За время работы Школы было обучено 25 учеников, 16 из которых стали экспертами и 4 — модераторами. На текущий момент набор учеников и обучение не проводится.
- 16 августа 2019 года. Создана Я.Доска, на которой любой пользователь может создать запись (карточку) о проблеме, пожелании в улучшении или предложении в Народной карте, мобильном приложении, Я.Чате в Народной карте, в «Схемах помещений». Разработчики изучают как выложенные на Доске проблемы, так и пожелания[48].
- 29 августа 2019 года. Появилась возможность работать с почтовыми индексами России: добавление индексов к адресам, у которых их нет; изменение индекса у адресов; добавление новых индексов (через жалобу)[49].
- 1 октября 2019 года. Школу народных картографов закрыли из-за нехватки наставников и большого количества учеников.
- 2 октября 2019 года. Слой панорам теперь возможно смотреть в одном окне с Народными картами. Ранее панорамы открывались в новой вкладке[50].
- 2 октября 2019 года. Введено общедоступное рисование и редактирование схем помещений торговых центров и вокзалов[51].
- 31 октября 2019 года. Добавлена возможность просмотра «Дорожной ситуации» (он же — слой пробок), это тот же слой, что видят пользователи в Картах и Навигаторе[52].
- 14 ноября 2019 года. На Яндекс Картах добавлен раздел Зеркала, в котором отображаются фотографии, сделанные в мобильном приложении Яндекс Народная карта[53].
- 29 января 2020 года. Функционал уведомлений изменён, теперь все уведомления, входящие и исходящие внутрисервисные сообщения интегрированы в новую платформу — Яндекс Мессенджер[54].
- 12 марта 2020 года. Обновлён интерфейс расписаний в нитках общественного транспорта. Основным нововведением является возможность добавлять расписание движения не только в интервальном виде, но и в виде точного расписания, также можно вносить смешанный график (интервалы для части отправлений и точное время для другой части). Переработан интерфейс работы с расписаниями движения: изменён порядок полей; не нужно вводить символы-разделители — точки и двоеточия выставляются автоматически; добавлена возможность копирования расписания движений[55].
- 19 марта 2020 года. Введено автоматическое заполнение атрибутов «по умолчанию» у участков дорог разных классов. Если для выбранного класса дороги у какого-то из атрибутов допускается только одно возможное значение, то оно теперь выставляется автоматически, а сам этот атрибут в карточке не показывается[56].
- 26 марта 2020 года. Добавлено отображение даты создания спутникового снимка в формате «месяц год»[57].
- 3 апреля 2020 года. Добавлена функция уведомления пользователей сервиса о количестве внесённых ими изменений в «портальном колокольчике» Яндекса[58].
- 2 июля 2020 года. Добавлена функция Монитор активности сообщества[59].
- 12 февраля 2021 года было отменено автоматическое подтверждение правок экспертов и модераторов[60].
- 31 марта 2021 года. Добавлен новый атрибут у входов в здания — диапазон квартир и этажей в подъездах жилых зданий[61].
- 26 апреля 2021 года. Добавлен новый атрибут встречная полоса для велосипеда[62].
- 24 июня 2021 года. Добавлены новые типы объектов: скамейки, беседки, зоны барбекю[63].
- 1 декабря 2021 года. Появился инструмент «Что здесь?», показывающий объекты, расположенные в конкретной точке карты[64].
- 10 февраля 2022 года. В редакторе поддержана тёмная тема оформления — общая для различных сервисов Яндекса[65].
- 7 апреля 2022 года. Для дорог, железных дорог и линий скоростного транспорта добавлен Режим рисования кривой[66].
- 21 апреля 2022 года. Режим рисования кривой добавлен для линейных парковок, линий водного транспорта, трамвайных линий, а также для сложных контурных объектов[67].
- 12 мая 2022 года. Добавлены Входы в организации[68].
- 16 июня 2022 года. Добавлены новые типы территорий собачья площадка и детская площадка[69]
- 20 июля 2022 года. Добавлен новый тип объектов Искусственные неровности[70]
- 29 августа 2022 года. Добавлен новый тип объектов Железнодорожный переезд[71]
- 20 октября 2022 года. Реструктуризация рубрикатора мест и организаций. Было импортировано много рубрик из платформы Яндекс.Бизнес, а также разделены некоторые категории[72]
- 7 апреля 2023 года. Добавлен новый атрибут попутные полоса общественного транспорта и такси[73].
- 3 мая 2023 года. Добавлен инструмент трассировки объектов[74].
- 16 августа 2023 года. У объектов растительности добавлены атрибуты для детализации[75].
- 1 февраля 2024 года. Стал доступен для просмотра слой HD-дорог — полотна дорог.[76]
- 26 августа 2024 года. Ограничили редактирование карты на территории Курской области[77].

## Активности на сервисе

### Площадки для общения
Основная площадка: Официальная страница Народной карты во Вконтакте — Официальная страничка сообщества народных картографов в самой популярной социальной сети СНГ.

Клуб Народной карты — в настоящее время переведён в архив. Заменён на площадку в Яндекс.Кью, которая также переведена в архив, а обсуждение переведено во ВКонтакте.

Клуб модераторов- доступен по приглашениям только для модераторов Народной карты.

Сообщество редакторов Яндекс Карт в Яндекс Кью — бывшая основная официальная коммуникативная площадка Народной карты, в данный момент в архиве.

Официальный чат Народной карты в Яндекс Мессенджере

Официальная страница Народной карты в Инстаграм — Все самые интересные события из жизни Народной карты на одной страничке в формате фото.

Официальный канал Народной карты на видеохостинге YouTube

Официальный канал Народной карты в Telegram

### Достижения народного картографа
Достижения (ачивки) народного картографа выдаются роботом или сотрудником сервиса, за отрисовку какого-нибудь региона, участие в совместных редактированиях, достижение определённого количества правок и так далее.

#### «Разовые за разное»
Вид ачивок «Разовые за разное» выдаются один раз в профиль картографа
Всего есть 19 таких достижений, которые выдаются за:
- «Работа над ошибками» — за разбор неточностей и предположений на Народной карте из мобильного приложения и Яндекс Карт.
- «Глаз народа» — за съёмку дорог в мобильном приложении Народный Картограф. Есть три уровня ачивки, второй выдаётся за 10 000 снимков дорог, третий за 1 000 000 снимков дорог.
- «Внимательный пешеход» — за отправку сообщений о неточностях на местности через приложение Народная карта.
- «Прогульщик» — за участие в совместной прогулке с Блокнотом Картографа.
- «Медиазвезда» — герою публикаций и репортажей о Народной карте.
- «Автор 3D-моделей» — за создание 3D-модели, опубликованной на Яндекс Картах.
- «Есть что сказать» — за эффективную обратную связь. На данный момент достижение архивное и больше не выдаётся.
- «Активист клуба» — за активное и полезное обсуждение в клубе Народной карты.
- «Место для дискуссий» — за комментарии в клубе НЯК.
- «Новогодний марафонец» — за участие в Новогоднем марафоне-2020. Ачивка архивная и больше не выдается.
- «Тренированный картограф» — за прохождение очного тренинга для народных картографов.
- «С днём Рождения!» — за правки в день создания Народной карты.
- «10 лет НЯК» — За правки в день десятилетия Народной карты — 8 апреля 2020. Ачивка архивная и больше не выдается.
- «Рисовал карту Турции» — за участие в рисовании карты Турции.
- «Корифей прошлого» — за умелое рисование на Народной карте до 2015 года. Ачивка архивная, выдавалась тем кто редактировал НЯК до 2015 года.
- «Терпеливый наставник» — за помощь новичкам Народной карты. Ачивка архивная и больше не выдается.
- «Учёный картограф» — за прохождение обучения в Школе народных картографов.
- «Схематичный картограф» — за создание схемы помещений, опубликованной на Яндекс Картах.
- «Вопрос-ответ» — за участие в опросах Народной карты.

#### «За достижения в народной модерации»
Ачивки этого вида выдаются только народным модераторам, за их модерацию.
Есть 3 вида таких достижений: модератор месяца…
- за полную модерацию территории;
- за регулярную модерацию;
- начинающим модераторам.

#### «За участие и организацию совместных редактирований»
Этот вид ачивок выдаётся за совместные редактирования; за их организацию, за участие в тематических неделях.
Ачивки этого вида выдаются за:
- «Капитан команды» — за организацию совредов.
- «Командный игрок» — за участие в совместном редактировании.
- «Парадный подъезд» — за рисование подъездов и парадных во время «недели подъездов».
- «Повелитель скорости» — за разметку скоростных ограничений во время «недели скоростей».
- «Властелин светофоров» — за рисование светофоров во время «недели светофоров».
- «Мастер парковок» — за разметку парковок во время «недели парковок».
- «Мастер линейных парковок» — за разметку парковок во время «недели линейных парковок». Ачивка архивная и больше не выдается.
- «Футбольный картограф» — за участие в совредах, приуроченных к Чемпионату мира по футболу 2018 года. Ачивка архивная и больше не выдается.
- «Ровная дорога» — за участие в «неделе редактирования покрытия дорог».
- «Домашний картограф» — за участие в «Неделе домашнего редактирования» на Народной карте. Ачивка архивная и больше не выдается.
- «Народный фотограф» — За участие в «Неделе съёмки» в приложении «Народная карта».

#### «Номинация года»
- «Эксперт года»[80] — за наибольшее число правок в одной из категорий. Ачивка архивная, выдавалась в 2016 году.
- «Народный модератор» или «Модератор года» — за активную модерацию. Народный модератор до 2019 года включительно. Модератор года с 2020 года.
- «Картограф года» — за максимальное количество правок в Народной карте.
- «Новичок года» — самому активному из начинающих картографов.
- «Работа на ошибками» — за разбор неточностей и предположений об ошибках на Народной карте.
- «Букер. Народной карты» — за интересный и полезный контент в клубе Народной карты в 2017. За активность на коммуникативных площадках Народной карты[81].
- «Главный архитектор» — за самое большое число правок в слое «Здания».
- «Почтмейстер» — за самое большое число правок в слоях «Адреса» и «Подъезды».
- «Знаток местности» — за самое большое число правок в слое «Места».
- «Народный навигатор» — за рисование дорожного графа.
- «Крепкий хозяйственник» — за самое большое число правок в слоях «Дорожная инфраструктура», «Парковки» и «Заборы».
- «Любитель природы» или «Картограф-натуралист» — за самое большое число правок в слоях «Растительность», «Гидрография» и «Рельеф». Любитель природы до 2018 года включительно. Картограф-натуралист с 2019 года.
- «Министр транспорта» — за рисование транспортной инфраструктуры на Народной карте.
- «Гражданин мира» — за рисование и модерацию зарубежья.
- «Терпеливый наставник» — за помощь новичкам Народной карты.
- «Глаз народа» — за съёмку дорог в приложении «Народная карта».
- «Активист клуба» — за активное и полезное обсуждение в клубе Народной карты Ачивка архивная, выдавалась в 2018 году.
- «Гражданин мира» — за активность на коммуникативных площадках Народной карты
- «Глаз народа» — за активность на коммуникативных площадках Народной карты.
- «Улучшатель» — за разработку улучшений для Народной карты. Ачивка архивная, выдавалась в 2018 году.
- «Командный игрок» — за активность на совредах.
- «Схематичный картограф» — за создание схем помещений на Народной карте.
- «Хозяин дома» — за активное рисование в своём регионе на Народной карте.
- «Редактор на все руки» — за активное улучшение Яндекс Карт различными способами.
- «Знаток АТД» — за активное рисование в слое «Административное деление».
- «Почтмейстер: адреса» — за активное рисование в слое «Адреса».
- «Почтмейстер: входы в здания» — за активное рисование в слое «Входы в здания».
- «Мастер навигации: перекрытия» — за фидбек о перекрытиях дорожного графа.
- «Мастер навигации. За информирование о перекрытиях»[82].

#### «За участие во встречах»
Этот вид ачивок выдаётся за участие в встречах народных картографов.
Ачивки этого вида выдаются за:
- «Петербуржский картограф» — за участие во встрече народных картографов в Санкт-Петербурге.
- «Нижегородский картограф» — за участие во встрече народных картографов в Нижнем Новгороде.
- «Московский картограф» — за участие во встрече народных картографов в Москве.
- «Минский картограф» — за участие во встрече народных картографов в Минске.
- «Казанский картограф» — за участие во встрече народных картографов в Казани.
- «Екатеринбургский картограф» — за участие во встрече народных картографов в Екатеринбурге.
- «Саратовский картограф» — за участие во встрече народных картографов в Саратове.
- «Краснодарский картограф» — за участие во встрече народных картографов в Краснодаре.

#### «За выслугу лет»
Этот вид ачивок выдаётся за количество лет, прошедших с момента регистрации на Народной карте.
Ачивка этого вида обновляется в профиле по количеству лет:
- «За 1 год» — 1 год на Народной карте.
- «За 2 года» — 2 года на Народной карте.
- «За 3 года» — 3 года на Народной карте.
- «За 4 года» — 4 года на Народной карте.
- «За 5 лет» — 5 лет на Народной карте.
- «За 6 лет» — 6 лет на Народной карте.
- «За 7 лет» — 7 лет на Народной карте.
- «За 8 лет» — 8 лет на Народной карте.
- «За 9 лет» — 9 лет на Народной карте.
- «За 10 лет» — 10 лет на Народной карте.
- «За 11 лет» — 11 лет на Народной карте.
- «За 12 лет» — 12 лет на Народной карте.
- «За 13 лет» — 13 лет на Народной карте.

#### «За правки на Народной карте»
Этот вид ачивок выдаётся за количество правок, сделанных на Народной карте пользователем.
Ачивка этого вида обновляется по количеству правок:
- «За 5 правок» — сделал более 5 правок на Народной карте.
- «За 10 правок» — сделал более 10 правок на Народной карте.
- «За 50 правок» — сделал более 50 правок на Народной карте.
- «За 100 правок» — сделал более 100 правок на Народной карте.
- «За 500 правок» — сделал более 500 правок на Народной карте.
- «За 1 000 правок» — сделал более 1 000 правок на Народной карте.
- «За 5 000 правок» — сделал более 5 000 правок на Народной карте.
- «За 10 000 правок» — сделал более 10 000 правок на Народной карте.
- «За 50 000 правок» — сделал более 50 000 правок на Народной карте.
- «За 100 000 правок» — сделал более 100 000 правок на Народной карте.
- «За 500 000 правок» — сделал более 500 000 правок на Народной карте.
- «За 1 000 000 правок» — сделал более 1 000 000 правок на Народной карте.
- «За 1 500 000 правок» — сделал более 1 500 000 правок на Народной карте.
- «За 2 000 000 правок» — сделал более 2 000 000 правок на Народной карте.
- «За 2 500 000 правок» — сделал более 2 500 000 правок на Народной карте.

Есть ачивки как за правки в Народной карте (жёлтый и оранжевый фон), так и за правки в старой версии Народной карты (зелёный фон).

### Совместные редактирования
Совместное редактирование («совред») — организованное рисование и редактирование объектов на конкретной территории, с целью отрисовки отдельных населённых пунктов и областей в сжатые сроки. Такие редактирования нередко проводятся с целью сбора данных для других сервисов Яндекса — Карт, Навигатора, Такси и Транспорт — в преддверии запусков сервисов в этих городах. Одним из примеров стала отрисовка Тбилиси и Еревана для последующего запуска Яндекс Такси в этих городах. Также проводятся тематические недели, целью которых является сбор данных по определённым типам объектов, которые в ближайшем будущем будут использоваться в геосервисах компании.

#### Пользовательские «совреды»
Могут проводиться обычными пользователями сервиса. Написав пост в официальное сообщество Народной Карты на интернет-платформе Яндекс Кью, пройдя проверку администраторами, «совред» может быть организован. На данный момент большинство совместных редактирований проводят именно пользователи.

### Тематические недели
- Неделя светофоров, в рамках которой на сервисе массово рисовались светофоры, проходила в период с 11 по 19 ноября 2015 года. За семь с половиной дней народные картографы нарисовали более 10 000 новых светофоров. Позже эта информация стала использоваться в навигации. Итог Недели светофоров.

- Неделя скоростей, в контексте которой народные картографы проставляли ограничения скоростей у участков дорог, проходила в период с 19 по 26 апреля 2016 года. За семь с небольшим суток народные картографы разметили ограничения у 11 385 километров дорог. Итоги недели скоростей.

- Неделя подъездов длилась с 26 января по 1 февраля 2017 года. За это время было нарисовано почти 120 000 подъездов. Итоги Недели Подъездов.

- Неделя линейных парковок, в рамкой которой на сервисе массово рисовались линейные парковки, проходила в период с 15 по 22 февраля 2018 года. За семь с небольшим дней народные картографы нарисовали 2.653 километра парковок вдоль дорог. Линейные парковки можно посмотреть как отдельный слой на разных сервисах Яндекса. Итоги Недели Парковок.
- Неделя парковок в Беларуси, Казахстане и Узбекистане, в рамках которой рисуют любые парковки (и линейные, и обычные) на территории Республики Беларусь, Казахстана и Узбекистана. Прошла с 18 по 25 апреля 2019 года. Добавлено 8761 точечная парковка, 437 километров линейных парковок[83].
- Неделя подъездов в Беларуси, Казахстане, Узбекистане, в рамках которой пользователи рисовали все недостающие подъезды в кварталах многоэтажной жилой застройки и входы в общественные и торговые здания (торговые центры, супермаркеты, больницы, школы и т. п.). Прошла с 3 по 11 июля 2019 года, за этот период было добавлено почти 52 000 подъездов, и отдельно можно отметить, что в Беларуси подъезды в рамках Недели добавлялись почти в 200 населенных пунктах[84].
- Неделя сбора неточностей в приложении, в рамках которой пользователям предложили актуализировать карту местности непривычным способом, а именно — собирать данные прямо на своём пути, используя мобильное приложение. Прошла с 20 по 30 сентября 2019 года. Приняли участие 74 народных картографа, собрано более 2.000 неточностей[85].
- Неделя домашнего редактирования, стартовала 16 апреля 2020 года и продлилась 14 дней. Акция была приурочена к объявлению нерабочих дней в России в связи с распространением коронавирусной инфекции COVID-19 и призывала в первую очередь редактировать карту знакомых мест там, где данные могут быть неполны. Была ориентирована на максимальное вовлечение всех зарегистрированных участников в редактирование карты. За этот период было сделано около 670.000 правок, более 9.100 народных картографов поучаствовали в акции и создали 105.000 новых адресов, 17.000 подъездов, 130.000 зданий и почти 23.000 километров новых дорог. В «Неделе» участвовало много пользователей, которые не рисуют на сервисе регулярно. Многие из них сделали первые правки на карте. Совокупная активность на сервисе была в дни «Недели» более чем на четверть больше обычного, а количество фидбека приходило на 70 % больше обычного (а в отдельные дни — в 3-4 раза больше обычного)[86].

- Неделя квартирных диапазонов, стартовала 31 марта 2021 года и закончилась 19 апреля 2021 года. Посвящена добавлению номеров квартир к подъездам на территории стран, входивших в состав СССР. Было заполнено 110.300 квартирных диапазонов. В среднем, номера квартир добавлялись почти в 6.000 подъездах в сутки[87].
- Недели картографических прогулок, стартовали 22 июля 2021 года и закончились 7 августа 2021 года, в течение которых на карту добавлялись объекты из слоя Дворовая и парковая инфраструктура и Заборы. Итогом неделей стали 443 новых зон барбекю, 2.612 километров заборов, 2.715 беседок и 37.629 скамеек. Приняли участие более 1.600 народных картографов[88].
- Неделя искусственных неровностей, стартовала 20 июля 2022 года и закончились 27 июля 2022 года. Посвящена добавлению искусственных неровностей на территории стран, входивших в состав СССР. Приняли участие 1.107 народных картографов в 176 регионах и более двух с половиной тысячах городах по всему миру. Было создано более 51.000 искусственных неровностей[89].
- Неделя железнодорожных переездов, стартовала 29 августа 2022 года и закончились 5 сентября 2022 года. Было добавлено 16.822 переезда. Всего в рамках Недели переезды добавлялись в 53 странах мира. Приняло участие более 750 народных картографов[90].
- Неделя пандусов, стартовала 16 июля 2024 года.[91]
- Неделя пешеходных светофоров, стартовала 26 августа 2024 года.[92]

### Встречи пользователей
Встреча народных картографов — это мероприятие, организуемое Яндексом, в котором принимают участие активные пользователи Народной карты. До 2015 года включительно они проходили только в московском офисе, однако в 2016 году встречи прошли в офисах Яндекса в Санкт-Петербурге, Казани и Минске. В 2017 году были открыты новые площадки — Нижегородский и Екатеринбургский офисы Яндекса. В 2018 году прошли встречи в городах, где представительство Яндекса отсутствуют — в Саратове и Краснодаре. На встречах присутствуют как сотрудники Народной карты, с которыми общаются пользователи, так и те сотрудники, которые занимаются внутренней разработкой Народной карты, а выступают с докладами как работники сервиса, так и участники встреч — народные картографы. Также отводится время на сессию вопросов и неформальное общение.

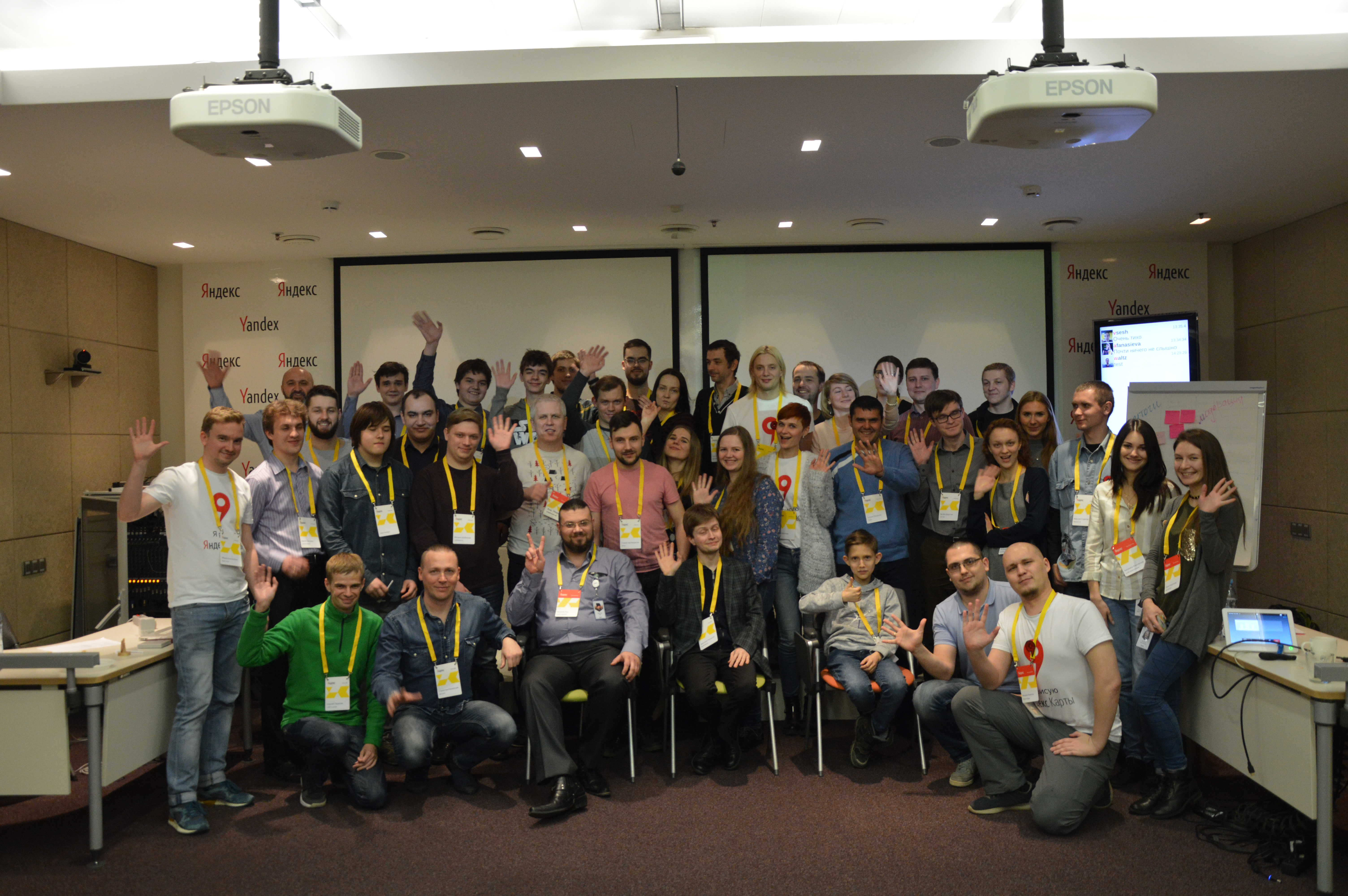
Встреча пользователей Народной карты в Москве

| Дата             | Место           | Описание     | Комментарий                             |
| ---------------- | --------------- | ------------ | --------------------------------------- |
| 17 декабря 2011  | Москва          | Пост в клубе |                                         |
| 8 апреля 2013    | Москва          | Пост в клубе |                                         |
| 29 марта 2014    | Москва          | Пост в клубе |                                         |
| 28 февраля 2015  | Москва          |              | Встреча с народными модераторами        |
| 2 апреля 2016    | Санкт-Петербург | Пост в клубе |                                         |
| 9 апреля 2016    | Москва          | Пост в клубе |                                         |
| 23 апреля 2016   | Казань          | Пост в клубе |                                         |
| 20 сентября 2016 | Минск           |              |                                         |
| 1 апреля 2017    | Екатеринбург    | Пост в клубе |                                         |
| 8 апреля 2017    | Москва          | Пост в клубе |                                         |
| 15 апреля 2017   | Санкт-Петербург | Пост в клубе |                                         |
| 9 сентября 2017  | Нижний Новгород | Пост в клубе |                                         |
| 9 сентября 2017  | Минск           | Пост в клубе |                                         |
| 22 октября 2017  | Москва          |              | Тренинг по коммуникации для модераторов |
| 31 марта 2018    | Екатеринбург    | Пост в клубе | Тренинг по коммуникации                 |
| 7 апреля 2018    | Краснодар       | Пост в клубе |                                         |
| 14 апреля 2018   | Саратов         | Пост в клубе |                                         |
| 21 апреля 2018   | Москва          | Пост в клубе |                                         |
| 3 августа 2019   | Санкт-Петербург | Пост в клубе |                                         |
| 17 августа 2019  | Москва          | Пост в клубе | Прогулка-квест                          |
| 14 декабря 2019  | Москва          | Пост в клубе | Онлайн-трансляция                       |
| 25 января 2020   | Москва          | Пост в клубе | Турнир по боулингу                      |

### Школа народных картографов
2 апреля 2019 года была открыта Школа народных картографов, в которой модераторы дистанционно при помощи средств связи обучают править Карты пользователей-новичков. По окончании обучения наставник выдвигал ученика кандидатом в эксперты в данном слое, и при положительном решении о выдаче экспертизы ученик получал ачивку «Учёный картограф» в свой профиль. В настоящее время набор в Школу приостановлен.

## «Блокнот картографа»

Скриншот «Блокнота картографа»

Веб-страница «Блокнот картографа» позволяет оставлять на привязанные к карте заметки с комментариями фотографиями, которые в будущем помогут в рисовании карты, а также записывать свои маршруты перемещений.
Для использования «Блокнота картографа» нужно авторизоваться, так как заметки привязываются к конкретному аккаунту и доступны только их автору. Веб-приложение не работает на территории Турции.
Интерфейс веб-приложения являет собой карту, поверх которой расположены кнопки и ссылки:
- в левом верхнем углу — кнопка, которая включает и отключает запись перемещений;
- вдоль правой стороны — кнопки, которые (сверху вниз): удаляет всю собранную информацию; сохраняет собранную информацию; увеличивает карту; уменьшает карту; показывает текущее местоположение (геолокация).
- внизу слева — информация об авторских правах и ссылка на условия использования сервиса, справа — масштабная линейка.

Заметки отображаются в виде круглых бело-голубых меток в определённых местах карты. Если кликнуть на такую метку, она станет красной, внизу экрана появится панель с комментарием к точке, позволяющая отредактировать или удалить заметку.
Чтобы добавить новою заметку, необходимо нажать на нужное место на карте удерживать, заполнить форму (записать текст и, при желании, сделать фото) и подтвердить создание. Все изменения нужно сохранять нажатием на соответствующую жёлтую кнопку справа вверху.
Чтобы посмотреть созданные заметки на Народной карте, нужно включить их отображение в меню.
Существует также бесплатная версия мобильного приложения Блокнота картографа для iPhone/iPad: «Тректор: Помощник картографа».

## Мобильное приложение«Народный картограф»
Приложение позволяет создавать снимки местности и сообщать о неточностях на карте. Созданные фото появятся на Народной карте в течение нескольких часов и будут использованы для улучшения Яндекс Карт. Доступно для использования как пешеходами и велосипедистами, так и водителями: автомобилисты могут закрепить телефон на лобовом или боковом стекле автомобиля и снимать дорогу и/или придорожные объекты не отвлекаясь от вождения. Доступно для скачивания в Google Play и App Store.
Количество установок — более сотни тысяч.
Чтобы сообщить о неточности на карте, пешеходу необходимо:
1. Включить GPS.
2. Запустить приложение и авторизоваться в нём.
3. Нажать на кнопку «Сообщить о неточности на карте» и сфотографировать нужный объект.

Для съёмки маршрута из автомобиля нужно:
1. Убедится, что камера не загрязнена. Установить её так, чтобы элементы автомобиля не загораживали видимость.
2. Включить GPS.
3. Запустить приложение и авторизоваться в нём.
4. Последовательно нажать кнопки «Заснять дорогу» и «Начать съёмку».
5. Начать движение по маршруту.
6. Нажать на удалённый объект, чтобы камера сфокусировалась.
7. После завершения движения по маршруту нажать кнопку «Остановить запись».

Снимать можно в фоновом режиме, для этого нужно включить соответствующую функцию в настройках. После завершения съёмки (как автомобильной, так и пешеходной) снимки нужно загрузить на сервер при помощи Wi-Fi или мобильной сети.
Выполнять съёмку из автомобиля следует в светлое время суток и в сухую погоду. По юридическим причинам (в некоторых странах ограничена или запрещена публичная съёмка) приложение работает только на территории России, Казахстана , Беларуси, Сербии, Грузии, Таджикистана, Кыргызстана, Молдовы и Армении.
В приложение для IOS съёмка неточностей пока недоступна, зато есть функция видеорегистратора — во время съёмки фото также снимается и видео.
- 3 сентября 2019 года жителям Казахстана стало доступно скачивание приложения в Google Play на казахском языке[107].
- 23 января 2020 года приложение стало доступно для жителей Беларуси[108].
- 4 августа 2020 года запустились фото пешеходных маршрутов в слое «Зеркал»[109][110].
- 15 декабря 2020 года приложение стало доступно для жителей Грузии, Таджикистана, Кыргызстана и Молдовы.[106].
- 11 марта 2021 года приложение доступно для жителей Армении[111].
- 10 сентября 2021 года добавлена возможность выбрать камеру. Теперь можно снимать маршруты на широкоугольную камеру, благодаря чему в кадр попадет больше полезной информации[112].
- 24 февраля 2022 года Приостановка публикации снимков в регионах России и Беларуси: 1.Россия: Краснодарский край, Адыгея, Ростовская область, Воронежская область, Республика Крым, Севастополь, Белгородская область, Курская область, Брянская область. 2.Беларусь: Брестская область, Гомельская область.
- 19 сентября 2022 года выпущена версия приложения под iOS. Название приложения изменено на Народный картограф[113].
- 2024 год приложение доступно для жителей Сербии.